# CHAMI
ちゃ美（ちゃみ、1974年11月13日 - ）は兵庫県たつの市出身のタレント。

## 来歴
- 幼少期からビデオゲームを愛好し、短大進学を期に大阪に移り住む[1]
- 在学中に、ゲーム雑誌のイメージガールでグランプリを獲得し、レースクイーンやコンパニオンとしての活動も始める
- 同時期に、格闘ゲームブームで活況だったアーケードゲーム業界へ人脈を広げていき、それらゲーム・キャラクターのコスプレ姿も小規模イベントで披露
- 短大卒業後は、日本物産のゲーム開発に協力したり、上京してI'MAXに就職もした[2]
- タミヤ公式ミニ四駆レースMC
- 1998年スカウトされラジオDJがスタート
- 1998年DJ活動をスタート。Crystal KayのバックDJで神戸コレクションに出たり、2008年には世界で活躍する女性DJ100選に選ばれる
- 2009年に大阪の十三で結婚。以後、料亭の女将を主業とする
- 光文社と朝日放送の「美ST」の第一回関西美魔女コレクション厳しい審査を潜り抜け、5人のファイナリストに選ばれる（2012年8月)[3]
- 2019年YouTube｢ほろ酔いチャンネル」スタート
- 2020年youtube番組「ゲーミングお母さん」スタート

## 人物
- ミニ四駆の公式レースMCをしていたが引退後タミヤのレースに遊びに行き、その場で購入したマシーンで2位を獲得[4]。
- 桃井はることデビュー前からの知り合いで、CHAMI Birth Day LIVEにお祝いに唄ったことがある（1997-11月 蒲田 Studio80）。
- ピクサーの大FANでかなりのTOYコレクター。作品での声優は死ぬまでにしたい一つのことらしい[5]。
- 宍戸留美と仲が良く、宍戸の楽曲「faire l'amou」のPVにはCHAMIの実際の部屋が使われている[6]。
- 村上たかしと仲が良く竹書房発行の漫画作品『ほんまでっせお客さん』に2度登場している[7]。
- レギュラー番組『フジヤマ☆スタア』（関西テレビ）で、DJ一条寺というキャラをやっているなだぎ武の横がポジションだったため、当時付き合っていた友近に『横に座らせないでくれ』とスタッフに相談されたらしい[8]。

## 出演

### レースクイーン
- 全日本GT選手権「マリオレーシングチーム」
- S耐「AS RACING」レースクィーン[9]
- S耐「パームタウン」レースクィーン
- チームIHY レースクィーン
- 全日本ロードレース レースクィーン
- TKRJ レースクィーン
- 岡山国際サーキット サーキットクィーン

### ラウンドガール
- 長島☆自演乙☆雄一郎プロデュースDEEP KICK ラウンドガール（2010年)

### イメージガール
- Volta Masters 『Nu Christmas Club Classics』 CDジャケット
- ローズクォーツシャンプー イメージモデル
- Reset's生粋酵母ダイエット イメージモデル
- BOWS イメージモデル
- 阪神タイガースキャンペーンレディ『トラの手ガール』(2006年）
- 神戸プレシャスパール
- SEGA心斎橋GIGO公認ファイティングバイパーズHoney
- 不二家ぺこちゃんダンスお姉さん
- Jリーグ『京都パープルサンガガール』

### テレビ
- 読売テレビ（ytv） ZIP!す・またん」「カレーなる一族」
- 関西テレビ「よーいドン」
- 朝日放送「関西美魔女コレクション」[3]
- 毎日放送 せやねん![10]
- 毎日放送 ちちんぷいぷい
- 関西テレビ フジヤマ☆スタア
- テレビ東京全国美人女将のど自慢大会
- タミヤRCカーグランプリ
- おはよう朝日です
- ビーバップ!ハイヒール
- ますだおかだ角パァ!
- ラブウイング
- パッチンプリン

### ラジオ
- FM GENKI GROOVEROOM (CLUB MUSIC)
- FM GENKI SET ME FREE(J-POP)
- YES FM Nanbaラジオアシスタント(1998年)
- FM GENKI ヒットチャート倶楽部(J-POP)
- FM GENKI APOLLO(HIPHOP)
- Kiss-FM KOBE 須磨ビーチスペシャル(HIPHOP)
- FM GENKI JamminRadio（HIPHOP)
- FM GENKI ゲンキ芝居小屋

### 雑誌
- 京阪神エルマガジン社「Meets Regional」
- サブラ
- ブブカ(宍戸留美のルミルーブル）
- タウンハリマ連載
- アサヒ芸能
- 月刊コロコロコミック
- ギャルズパラダイス
- パチンコウォーカー イメージガール
- Pit Girls

### クラブDJ
- Crystal KayバックDJとして神戸コレクションに出演[11]
- 世界で活躍する女性DJ100選に選ばれる[12]

### CM
- 雪国まいたけ「雪国もやし」 はなわと共演
- ゴルフキッズ
- ボートピア姫路
- 骨髄バンクキャンペーン
- アカシカマンション

### ポスター
- JR東日本
- イトーヨーカドー

### 声優
- ゲーム『ハイパークレイジークライマー』-バニー役
- ゲーム『フォトッチ』
- ゲーム『なんでもシール委員会』
- ゲーム『タトゥーマジック』
- ミラクルひかる『MIRACLE（1）」』skitナレーション
- TVちびっこランドCGアニメ『ぴーたん』役
- TV『癒シックナイト』ナレーション